# Abdoulaye Soulama
Abdoulaye Soulama   (Ouagadougou, 29 de novembre de 1979 - Burkina Faso, 27 d'octubre de 2017) fou un futbolista de Burkina Faso de la dècada de 2000. Va morir el 27 d'octubre de 2017.
Fou internacional amb la selecció de futbol de Burkina Faso.
Pel que fa a clubs, destacà a Denizlispor, Asante Kotoko i Hearts of Oak SC.